# Аукайран
Аукайра́н (каз. Ауқайран) — село у складі Ісатайського району Атирауської області Казахстану. Входить до складу Камискалинського сільського округу.
Населення — 46 осіб (2021; 140 у 2009, 255 у 1999).